# ジークフリート・フィシイホイ
ジークフリート・フィシイホイ（Siegfried Fisiihoi、1987年6月8日 - ）は、トップ14、セクシオン・パロワーズに所属するラグビーユニオン選手。

## プロフィール
- トンガ・ヴァヴァウ出身。
- ポジションはプロップ(PR)。
- 身長 184cm、体重 125kg
- トンガ代表キャップは13（2020年9月現在）でラグビーワールドカップ2019のトンガ代表に選ばれた[1]。

## 略歴
イーストコースト、ベイ・オブ・プレンティ、チーフス、スタッド・フランセを経て、2019年、ポーに加入。